# Coenonympha orientalis

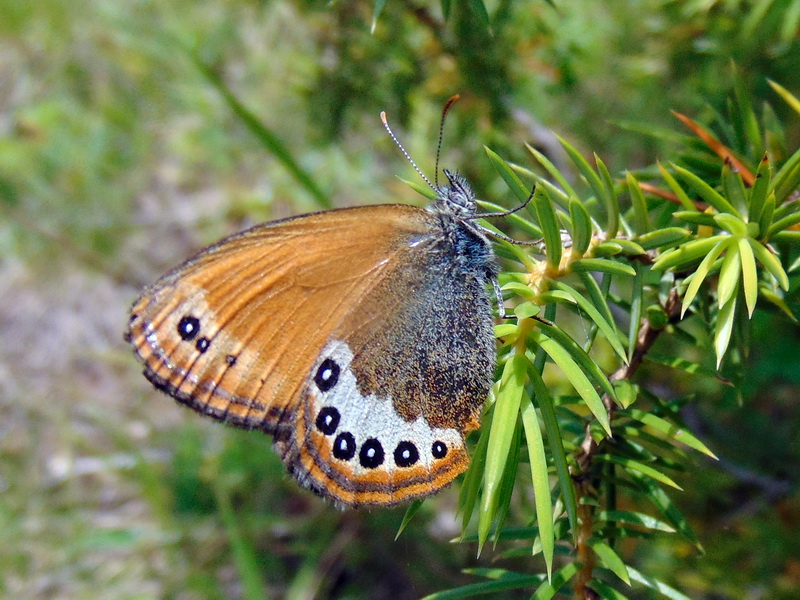
Coenonympha Orientalis

Coenonympha orientalis is een vlinder uit de onderfamilie Satyrinae van de familie Nymphalidae (aurelia's). De wetenschappelijke naam is voor het eerst geldig gepubliceerd in 1910 door Hans Rebel.
De soort komt voor in Europa.
1. ↑  (en) Coenonympha orientalis op de IUCN Red List of Threatened Species.